# Josef Pirrung
Josef Pirrung (ur. 24 lipca 1949 w Münchweiler an der Rodalb, zm. 11 lutego 2011) – niemiecki piłkarz występujący na pozycji pomocnika lub napastnika.

## Kariera klubowa
Pirrung zawodową karierę rozpoczynał w klubie 1. FC Kaiserslautern. Trafił tam w 1967 roku. W jego barwach zadebiutował jednak dopiero 30 sierpnia 1969 w przegranym 2:4 meczu rozgrywek Bundesligi z FC Schalke 04. 15 października 1969 w wygranym 2:0 spotkaniu z Eintrachtem Brunszwik strzelił pierwszego gola w trakcie gry w Bundeslidze. W 1972, 1976 oraz 1981 roku występował z klubem w finale Pucharu Niemiec, jednak Kaiserslautern za każdym razem przegrywało tam swoje spotkanie. W Kaiserslautern Pirrung grał do końca sezonu 1980/1981. W sumie zagrał tam w 304 ligowych meczach i zdobył 61 bramek. W 1981 roku Pirrung odszedł do drugoligowej Wormatii Worms, a rok później zakończył karierę.

## Kariera reprezentacyjna
Pirrung rozegrał dwa spotkania w reprezentacji Niemiec. Zadebiutował w niej 20 listopada 1973 w zremisowanym 2:2 meczu eliminacji Mistrzostw Świata 1974 z Grecją. Po raz drugi w kadrze zagrał 22 grudnia 1974 przeciwko Malcie (1:0) w meczu eliminacji do mundialu 1974.